# Японська регіональна кухня
Японська кухня має широкий спектр регіональних страв, відомих японською як kyōdo ryōri (郷土料理), багато з них походять із страв, приготованих із використанням місцевих інгредієнтів і традиційних рецептів.
У той час як «місцеві» інгредієнти тепер доступні по всій країні, а деякі споконвічно регіональні страви, такі як окономіякі та суші в стилі Едо, поширилися всією Японією та більше не вважаються такими, багато регіональних страв збереглися донині, а деякі нові все ще створюються.
Регіональний характер також помітний у багатьох стравах, які подають по всій Японії, наприклад суп дзоні. Наприклад, бульйон на основі дасі для подачі локшини удон багатий на темний соєвий соус, схожий на бульйон соба у східній Японії, тоді як у західній Японії бульйон більше покладається на складний смак дасі з відтінком світлого соєвого соусу.

## Історичне походження
Загалом, історичне походження японських регіональних страв можна розділити на чотири типи:
- Традиційна — їжа, виготовлена з місцевих інгредієнтів до охолодження
- Кінець 19-го та початок 20-го століття. Приплив іноземної культури після реставрації Мейдзі 1886 року та закінчення національного усамітнення призвели до появи хвиль нових страв, які винайшли по всій Японії з використанням нових інгредієнтів і методів приготування.
- Після Другої світової війни. Дефіцит продовольства призвів до створення нових страв із наявних інгредієнтів, багато з яких солдати, які поверталися, привозили рецепти з-за кордону.
- Сучасні — сучасні шеф-кухарі винаходять нові страви, які стають популярними на місцевому рівні, а також страви, штучно проголошені місцевими підприємствами та туристичними радами регіональними спеціалізаціями.

## Перелік регіональних спеціальностей

### Хоккайдо

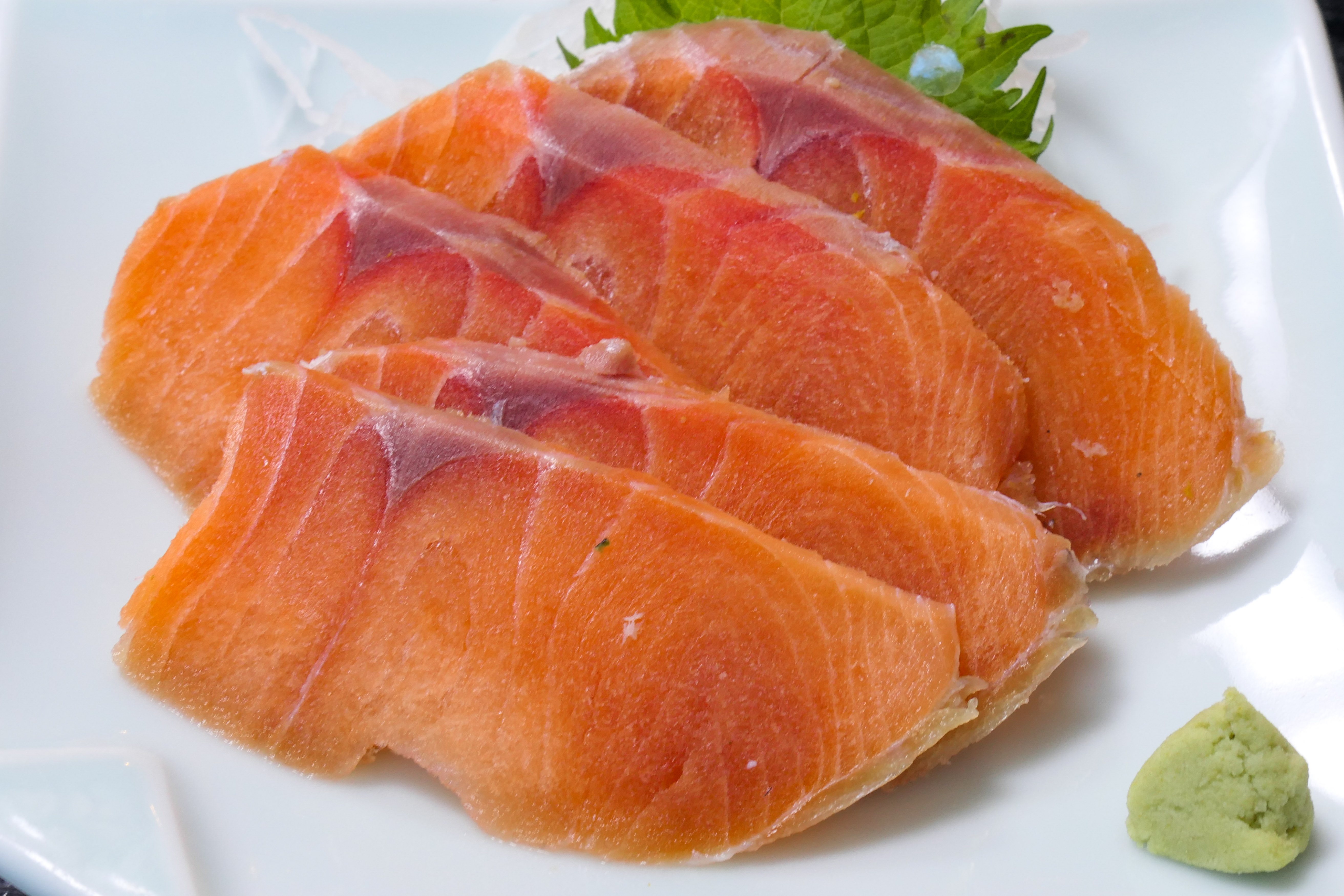
Лосось руїбе на Хоккайдо

- Шашлик Дзінґісукана — баранина з овочами, шашлик, часто до столу.
- Ісікаре-набе — страва набемоно зі шматочків лосося, тушкованих з овочами в бульйоні на основі місо.
- Руй-бе — фірмова страва айнів. Тонко нарізаний сирий заморожений лосось (традиційно заморожений природним шляхом), який їдять як сашімі.
- Санпей-дзірю — зимовий місо-суп з лососем та овочами, такими як дайкон, морква, картопля та цибуля.
- Чанчан-які — особливість рибальських сіл. Лосось місо-гриль із паростками квасолі та іншими овочами.
- Рамен Хоккайдо — у багатьох містах Хоккайдо є власні варіанти рамену, але рамен Саппоро відомий у всій Японії.
- Іка сомен — кальмари, нарізані дуже тонкими смужками, схожими на локшину, і їдять із соусом, як сомен. (район Хакодате)

### Регіон Тохоку
- Ітіґо-ні — прозорий суп із тонко нарізаної ікри морського їжака та морського вушка. (Тихоокеанське узбережжя префектури Аоморі)
- (або zappa jiru) — рибні кишки і овочевий суп, як правило, з тріски або лосося. (префектури Аоморі та Акіта)
- — суп на основі сої, що містить печений рисовий пиріг і овочі (район Хатінохе)
- Ванко соба — локшина соба подається в крихітних мисках, які неодноразово наповнюються (префектура Івате)
- Моріока Реймен (盛岡冷麺) — варіація ненмьону, корейського холодного супу з локшиною, представленого корейськими іммігрантами (місто Моріока).
- Харако-месі — рис, зварений на лососевому та соєвому бульйоні та подається з ікурою (лососева ікра).
- Кірітанпо — товчені рисові коржі, намотані на шпажку та смажені на грилі. Їдять з місо або тушкують з куркою та овочами як набемоно.
- Дондон-які — окономіякі, обмотані навколо дерев'яної палиці, щоб взяти з собою (місто Ямаґата) або складені навпіл (місто Сендай).
- Ґютан — яловичий язик різного стилю. Зазвичай готують на грилі, але варіюються аж до сирого, у стилі сашімі, язика (виникло в місті Сендай).
- Іка мінті (イカメンチ) — смажені овочеві фарші, кальмари та котлети, часто подаються з соусом (префектура Аоморі)
- Джаджамен — японський варіант китайського чжацзянміану (з Моріоки)

### Регіони Тюбу і Канто
- Інаго но цукудані — інаґо (різновид коника), тушковане в підсолодженій сої. (сільські громади у внутрішніх префектурах Ямаґата, Наґано та Ґумма).
- Хоутоу — локшина удон, тушкована в супі на основі місо з овочами, такими як гарбуз або картопля, грибами та іноді м'ясом. Зазвичай подається в чавунній каструлі.
- Монджаякі — пікантний млинець, схожий на окономіякі, але набагато більш рідкий, який їдять прямо з гриля за допомогою металевої лопатки, з робітничих районів Токіо. Ностальгічний продукт харчування, який нещодавно повертається.
- Янаґава анбе і додзьо набе — страва набемоно з гольця, приготована в горщику. Янагава набе також містить нарізаний корінь лопуха та яйце. (робітничі райони Токіо)
- Суші. Те, що в усьому світі називають «суші», — це тип суші, відомий у Японії як едо-мае-дзуші (суші в затоці Едо) і походить з Едо (Токіо) 1820-х років.
- Масудзусі — Форель, приготована на пару в загорнутих бамбукових листках і подана на круглому рисовому ложі діаметром шість дюймів (префектура Тояма).
- Джібу-ні — шматочки качки або курки, вкриті крохмалем і тушковані з пшеничною клейковиною, грибами та овочами в соєвому бульйоні. (Канадзава)
- Соус кацудон — кацудон з вустерським соусом (Комаґане, Нагано і префектура Фукуй)
- Місо нікомі удон — удон, тушкований у бульйоні зі смаком хатчомісо (Нагоя та околиці)
- Місо-кацу — тонкацу (свиняча котлета в паніровці) з соусом місо (Нагоя та околиці)
- Кісімен — різновид плоского удону (Нагоя)
- Кухня Хамаґурі[2] — різноманітні страви, приготовані зі східних молюсків в гирлі Кісо Трьох річок (Кувана)
- Теконе-суші — різновид суші, де скибочки сирого тунця тощо маринуються в маринаді на основі соєвого соусу, а потім викладаються на просочений оцтом рис і посипаються подрібненим норі тощо (південь півострова Сіма в префектурі Міє)

### Регіони Кансай і Тюгоку
- Юдофу — тофу, варений у гарячій воді з комбу та їдять із різноманітними соусами. (Кіото)
- Осака суші — суші, спресовані чотирикутником, які також називають Хако суші («коробкові суші»). (Осака)
  - Батера суші - різновид суші в коробці з використанням скумбрії та оцтової ламінарії. Назва battera походить від португальського bateria або маленький човен.
- Фуна суші — суші в старовинному стилі в префектурі Сіґа
- Кіцуне удон — гарячий удон із солодким абурааге, популярний в Осаці
- Окономіякі — солоні млинці з капустою, м'ясом або морепродуктами, приправлені японським вустерським соусом і майонезом.
  - Осакський стиль — інгредієнти змішуються в тісто перед смаженням. Зараз поширився по всій країні.
  - Хіросімський стиль — виготовлений із шарів тіста, капусти, начинки, якісоба та смажених яєць.
- Хорюмон які-удон — якіудон із щипком у Цуяма, Окаяма
- Такоякі — смажені пікантні кульки зі шматочками восьминога всередині. Зараз популярний по всій Японії. (Осака)
- Акасіякі — прототип куль такоякі в Акасі, Хіоґо.
- Кібі данго — данго з регіону Кібі у префектурі Окаяма
- Демі-Кацу — фірмова страва кацудон, у якій використовується соус деміглас (Окаяма)
- Ідзумо соба — вид соби, відомий в районі Ідзумо (префектура Сімане)
- Доте-набе — страва набемоно з устриць, тофу та овочів, тушкованих у бульйоні на основі місо (префектура Хіросіма)
- Фуґу — відомий у Сімоносекі, префектура Ямаґуті. Кухня фугу також популярна в Осаці.
- Обандзай — скоріше стиль приготування, ніж страва в Кіото.

### Сікоку
- Кацуо но татакі — дрібно нарізаний тунець, змішаний з нарізаною ріпчастою цибулею та приправлений рисовим оцтом. (Район Коті — в інших регіонах це стосується нарізаного, обсмаженого тунця)
- Санукі удон — удон є однією з найпопулярніших страв у провінції Санукі, нині префектура Каґава, а удон, який виробляють тут, відомий у всій країні.
- Саваті рюорі — традиційно сашимі, суші, але останнім часом інші страви, подані на величезній тарілці під назвою «sawachi». (район Коті)
- Союмаме — підсмажені боби, мариновані на ніч у суміші соєвого соусу, цукру, міріну та саке. (префектура Каґава)
- Судачі — крихітний цитрус, схожий на лайм, який змішують, натирають і додають до рибних страв регіону Токусіма, щоб надати будь-якій страві характерний літній смак Токусіми.

### Кюсю

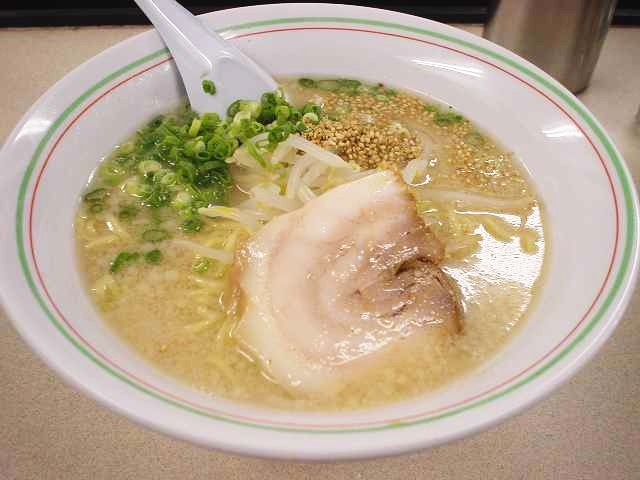
Хаката рамен

- Мідзутакі — страва набемоно з курки та овочів, зварених у бульйоні та подається з соусом для занурення понзу (Фукуока)
- Хаката рамен — локшина, яка подається в супі тонкоцу (бульйон зі свинячої кістки) з унікальними начинками, такими як бені шоґа (маринований імбир), кунжутне насіння та добірна зелень. Добре відомі ятайські лавки в Хаката і Тендзін. Багато ресторанів використовують систему, відому як каедама (替え玉), коли клієнти, які закінчили їсти, можуть попросити дешеві додаткові пучки локшини, щоб покласти їх у суп, що залишився. Зараз популярний по всій Японії.
- Моцунабе — страва набемоно з яловичих або свинячих субпродуктів. (Фукуока)
- Гостра рибна ікра ментайко (Фукуока)
- Тямпон — схожа на рамен страва з локшини, морепродуктів і овочів, приготованих в одній каструлі. (Нагасакі)
- Кастела — солодкий прямокутний бісквіт, привезений до Нагасакі португальцями у 16 столітті. Зараз популярний по всій Японії. (Нагасакі)
- Курячий намбан — смажена курка в клярі, змочена оцтовим соусом і подається з соусом тартар. (префектура Міядзакі)
- Данго-джіру — місо або суп на основі соєвого соусу, що містить пшеничну локшину, а також овочі, гриби шімеджі та свинину.
- Какуні — свинячий шлунок, тушкований у підсолодженому бульйоні на основі сої до дуже м'якості (Нагасакі та Каґосіма)
- Кейхан — курячий суп із рисом (острова Амамі).
- Тонкоцу — свинячі реберця Кагосіма, тушковані в шьочю, місо та чорному цукрі більше п'яти годин, не плутати з раменами Тонкоцу
- Тонкоцу рамен — свиняча грудинка та реберця, тушковані упродовжм кількох годин разом із конняку та дайконом у бульйоні, що містить місо, коричневий цукор та шьочю. Популярний предмет ізакая та екібен у регіоні Кагосіма.
- Саке-суші — вид суші, в якому замість звичайного рисового оцту використовується рис, приправлений саке. Подається у діжці з креветками, морським лящем, восьминогами, грибами шіїтаке, пагонами бамбука та подрібненим омлетом.
- Торітен — курка темпура, яку можна занурити в соус на основі соєвого соусу. (Префектура Оїта)

### Окінава
- Чанпуру — окінавська смажена страва.
  - Гойя чанпуру — гойя (гіркий гарбуз), обсмажена з іншими овочами, тофу та або спамом, беконом, тонко нарізаною свинячою грудиною або консервованим тунцем.
  - Тофу чанпуру — твердий окінавський тофу, обсмажений з овочами та спамом, беконом, тонко нарізаною свинячою очереткою або консервованим тунцем.
  - Набера чанпуру — чанпуру зроблений із люфа.
- Рафуте — тушкована свиняча грудинка.
- Сокі — тушковані свинячі ребра.
- Окінавська соба — суп з локшиною, що віддалено нагадує удон, часто покритий сокі («сокі-соба»).
- Набера нбусі — стир-фрай із люфи зі смаком місо.
- Рис тако (тако-райсу) — винайдений у 1960-х роках. М'ясо тако, яке подають на ложі з рису та салату, часто подають разом із помідорами, огірками, сиром і приправляють сальсою.

### Різне

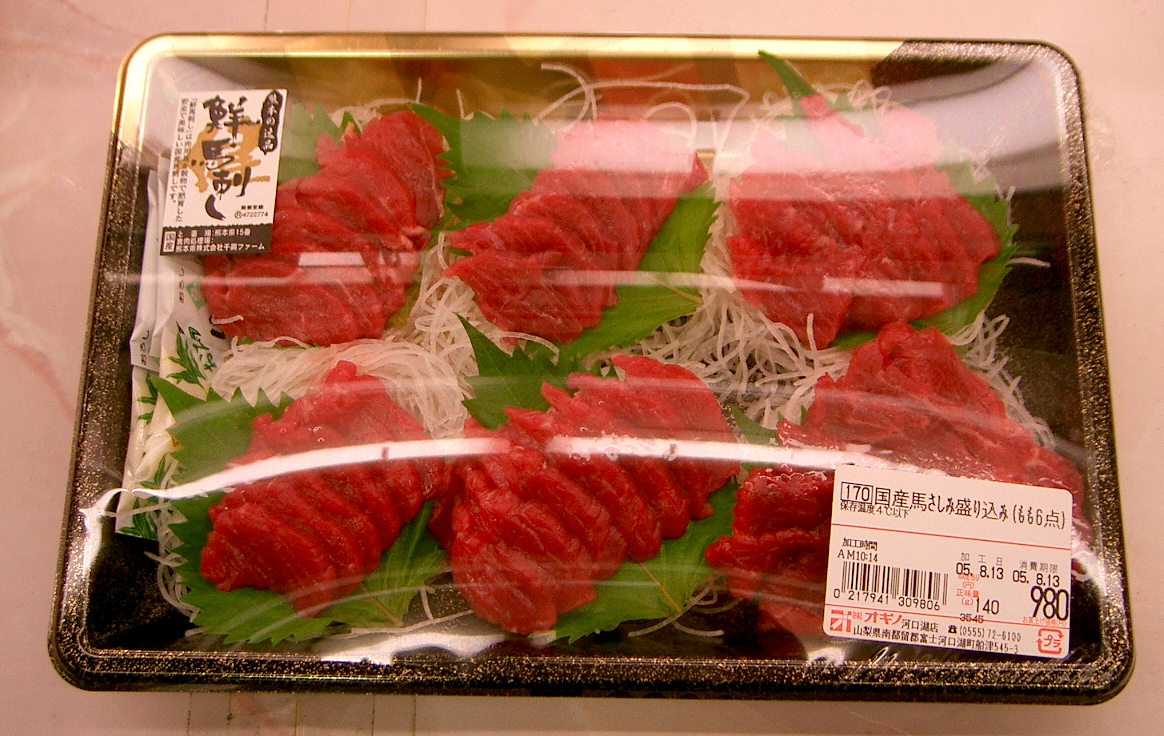
Басасі для продажу в супермаркеті в Наґано

- Кухня фуґу — різноманітні страви з фуґу, такі як сашимі та набемоно (префектура Ямагуті, північ Кюсю та Осака).
- Ботан набе — набемоно страва з кабана. (Різні регіони, але особливо регіон Танзава у префектурі Канаґава та регіон Тамба в Кансаї).
- Басасі — сашімі з конини (район Кумамото, район Мацумото та сільська місцевість Тохоку).